# Osyka
Osyka é uma cidade  localizada no estado americano de Mississippi, no Condado de Pike.

## Demografia
Segundo o censo americano de 2000, a sua população era de 481 habitantes.
Em 2006, foi estimada uma população de 505, um aumento de 24 (5.0%).

## Geografia
De acordo com o United States Census Bureau tem uma área de
2,7 km², dos quais 2,7 km² cobertos por terra e 0,0 km² cobertos por água. Osyka localiza-se a aproximadamente 78 m acima do nível do mar.

## Localidades na vizinhança
O diagrama seguinte representa as localidades num raio de 28 km ao redor de Osyka.